# Aulo Mânlio Torquato (cônsul em 164 a.C.)
Aulo Mânlio Torquato (em latim: Aulus Manlius Torquatus) foi um político da gente Mânlia da República Romana eleito cônsul em 164 a.C. com Quinto Cássio Longino.  Era neto de Tito Mânlio Torquato, cônsul em 235 e 224 a.C., e irmão de Tito Mânlio Torquato, cônsul no ano anterior.

## Carreira
Aulo foi pretor em 167 a.C. e recebeu a Sardenha como província, mas não conseguiu ir para lá por que o Senado o manteve em Roma com o objetivo de investigar algumas de suas ações. Em 164 a.C., foi eleito cônsul com Quinto Cássio Longino. Segundo Plínio, um "Aulo Mânlio Torquato" morreu subitamente, mas não se sabe se era este Aulo ou seu tio-avô, Aulo Mânlio Torquato Ático, cônsul em 244 e 241 a.C..